# ゾグス
Zoggs （ゾグス）は、スイミングゴーグル、トレーニング補助具、スイムウェア、その他スイミング関連製品のブランドです。同社は1992年にオーストラリアのシドニーで創業、すべてのゴーグルの標準機能としてUVプロテクションおよびスプリットヨーク・ストラップを提供する最初のブランドとなりました。

## ヒストリー
ゾグスは1992年に創業、1994年に世界初の特許取得済みワンピースゴーグル、『Phantom』を 発売。その直後の1995年には『Little Ripper』を発売しました。このゴーグルはオーストラリアとイギリスで最も売れたジュニアスイミングゴーグルとなります。 1996 年には、ゾグス 『Phantom』 ゴーグルにミラーレンズが導入。 1997 年、ゾグス は、水着ビジネスに進出、オーストラリアのビーチにちなんで名付けられた 26 のスタイルを持つ『 Toggs』 を発売。また、ゾグス は新たに『Saibo』ゴーグルの発売をスタート、これは世界初のパール加工されたソフト フレーム ゴーグルで、ゾグスのさらなる進化を証明。
1998年、ゾグス は 【Polyotter】 を買収、Bobin とフロート スーツをそのレンジに組み入れることで、ウォーターコンフィデンス（水への慣れ）カテゴリーに事業を拡大。
1999 年、 続いて、ゾグス『 CV (Clearer Vision)』 レンズを発表、これは太陽光のまぶしさを遮断しつつ、室内の透明度と明るさを改善した画期的商品となる。 2001 年、ゾグス は 『Super Seal 』の販売を開始、業界初となる 100% シリコン フレキシブル フィット フレームを導入、ゴーグル レンジのさらなる開発を継続。 2003 年、6 歳までの幼児向けに特別に設計された一連のゴーグルとして、『キッズ ゴーグル』を世界で初めて発売。 これらのゴーグルは、より小さな顔にフィットすべく作られ、よりカラフルで機能的な特徴を持つ。
2004 年には、【CLT カーブド レンズ テクノロジー™】 を発表。これは、180 度の周辺視野を提供し、水泳中の視認性を向上。[3]
2005 年、ゾグス は【 Wiro-frame Bio-Integral】 設計技術を採用した 『Predator Goggles』 を発売。[1] これにより、個人に合わせたフィット感と快適さを提供するフレームを持つ一体型ゴーグルの汎用性が普及していくことに。 
2009 年には、ゾグス がウォーターコンフィデンスレンジの標準として安全な【 PVC インフレータブル（空気注入式）】を導入した最初のブランドの 1 つに。[1] 翌年、【プッシュパッド】と【ラチェット クイックフィット ストラップ システム】技術導入を開始。 ゴーグルストラップの調整を容易にするフレーム組込式の高度なストラップメカニズムが搭載されることに。
2008 年、スイマーの顔の輪郭にぴったりフィットする低刺激性の 【Soft-Seal™ ガスケット】の導入を開始。 2009 年、同社は、あらゆる体型を引き立たせ、強化し、サポートする水着ライン『 Swimshapes』レンジを新たに立ち上げる。 このシリーズには、バストをサポートし、おなかをコントロールし、着用者のお尻を引き締める【Booty Suit】も含まれる。 ゾグス は同年、大人向けの 『Phantom』 ゴーグルのデザインを駆使した、キッズ＆ジュニア向け 『Phantom』 ゴーグルの発売を発表。
2010 年 ゾグスは、フレームの柔軟性を高め、カスタマイズされたフィット感を提供するノーズ ブリッジに 【4 Flexpoint™ テクノロジー】を搭載した 『Predator Flex』 ゴーグルの販売をスタート。 また、4 ストロークすべてで使用できるように設計されたスイミング フィン、【ポジティブ ドライブ フィン】を企業として最初に市場に投入。 
2011 年、ゾグス は『 Swimfree™ Floatsuit』 を発表。これは特許取得済みの膨張可能な浮力を備えた技術であり、水に対する子供の自信が増すにつれて浮力を減らすことが可能に。 ゾグス はまた、【エア クッション テクノロジー】をフレームに導入。これによりゴーグルの装着感をほとんど感じない、カスタマイズされたフィット感が特徴のエア ポケット入りシリコン ガスケットは、ゴーグル着用後でもゴーグル跡が残らない画期的商品に。 ゾグス はこの年、『Predator Flex』 と 『Predator』 フレームに偏光レンズを導入。
2012年 ゾグス インフレータブル製品の膨張と収縮をより簡単かつ迅速にできる、【Easy Inflate Valves】 を、インフレータブルレンジに導入。 2013 年、ゾグス はスイミングブランドとして初めてゴーグルに【フォトクロマティック レンズ】を使用。このレンズは、光条件の変化に適応し、低レベル光ではクリアレンズに、明るい条件では色付きレンズに変化。ジュニア ゴーグルのレンズにも試作を繰り返し、『Sea Demon』 ゴーグルレンジにホログラム レンズを追加投入しました。 2014 年、ブルーライトをはじくべく設計されたイタリア製の偏光レンズである 『Predator Flex Polarized Ultra』 ゴーグルを作成するために偏光レンズを開発、オープンウォーターで泳ぐ際に、さらに鮮明な視界を提供。
2015 , 年、ゾグス は 『Predator』 と 『Predator Flex』 の以前の機能を基に構築した、『Predator Flex Titanium Reactor Goggles』 を発表。 チタニウム リアクター ゴーグルは、光の状態と偏光に応じて反応し、まぶしさを軽減する、調光レンズを装備。 世界で最も過酷な 7 つの海であるオーシャンズ セブンを泳いだ最初の英国人であるアダム ウォーカーは、アイルランドからスコットランドへの 7 回目と最後の水泳において、『Predator Flex Titanium Reactor Goggles』を着用、10 時間 45 分の記録を打ち立てました。
2016 年、ゾグス はゴーグルレンジに新たなフレーム技術を導入、液状シリコーン ガスケット、軽量成形フレーム、光学グレードのポリカーボネート レンズを備えた 『Tri Power Vision』 ゴーグルを発表。 
2017 年、アイコンモデルとなった 『Predator』 ゴーグルに、これまでのモデルより 15% 軽量化、さらに洗練された【Ultra-Fit ガスケット】を特徴とする新開発フレームを導入。
2018 年、『ゾグス Fogbuster』 くもり止め & レンズ クリーナーは、アセトアルデヒドとプロピオンアルデヒドが原因である可能性がある「一時的な不快感と短期的な目の損傷」のためにリコール.[4] 　政府のウェブサイトや小売店での通知では不十分であり、ゾグス はオーストラリアのすべてのスイミング プールに通知するべきであると考える人もいました[5]。 2019 年、ゾグス は、回収されたくもり止めジェルをゴーグルの内側に塗った後、目に痛みと損傷を負ったクイーンズランド州のスイマー、Darren Lydeamore に謝罪しました。[5]
2020年、世界的スポーツメーカーである【HEAD】が【Zoggs】ゾグスを買収。
| Name       | Gender | Color  |
| ---------- | ------ | ------ |
| Miss Zoggy | Female | Blue   |
| Zoggy      | Male   | Blue   |
| Tommy      | Male   | Green  |
| Ozzy       | Male   | Pink   |
| Cedric     | Male   | Orange |

## 曲面レンズ・テクノロジー
2004 年、ゾグス は CLT (水中で 180° の周辺視野を提供すると主張する曲面レンズ技術) を発表しました。